# Duh babe Ilonke
Duh babe Ilonke je hrvatska dječja komedija iz 2011. godine kojeg je režirao Tomislav Žaja. U filmu glume dječji glumci-naturščici koje predvode Selma Ibrahimi i Marin Arman Grbin. 

## Premisa
Manuša je desetogodišnja djevojčica, jedinica je u zagrebačkoj romskoj obitelji. Njezina majka Aska radi kao tajnica u tvornici žarulja, a otac Hrastimir svira trubu u pogrebnom orkestru.
Baba Ilonka, koja živi s njima je nepogrešiva kvartovska vračara, i svoju jedinu unuku voli najviše na svijetu. Cijela obitelj je pomalo neobična s obzirom na to da su romskog porijekla - ne drže se romskih običaja, ne slave romske praznika, i nemaju prijatelja ni šire obitelji.
Jedno jutro baba presiječe svoj špil karata i otvori kartu Smrti. Nedugo zatim mirno umre. Istog dana Aska dobije otkaz, Hrast izgubi sluh, a kućni ljubimac, tvor Baltazar koji je više nego što se čini na prvi pogled, posijedi od stresa.
Manušin najbolji prijatelj Zdenko, zapravo, jedini Manušin prijatelj, pomoći će joj da otkrije tajnu prokletstva koje je nekad 
davno bačeno na babu Ilonku i njezinu obitelj. Ostaloj djeci u razredu neobična djevojčica nije baš po volji. Pomalo se i plaše jedine Romkinje u školi, o čijoj se babi priča da je prava vještica.
Čudne stvari počnu se događati u Manušinoj kući. Osjeća se nepodnošljiv smrad, stvari počnu dobivati dobivaju svoju volju, a veliki naslikani portret babe Ilonke, obješen na zidu, kao da oživi.

## Produkcija
Snimanja filma započela su u prosincu 2010. dok je izdanje planirano za 2011. godinu.

## Uloge
- Selma Ibrahimi - Manuša
- Marin Arman Grbin - Zdenko
- Aleksandra Balmazović - mama Aska
- Rakan Rushaidat - tata Hrast
- Krunoslav Šarić - djed Kasum
- Sabina Ajrula - baba Ilonka
- Hana Cvijanović - Emica
- Rene Rehak - Siniša
- Dora Milenović - Maja
- Marko Bočkor - Marko
- Lea Vukmanić - Martina
- Roni Lepej - Srećko Topalović
- Anita Matić - Piroška
- Inge Appelt - Uršula
- Zlatan Zuhrić - stariji policajac
- Kristijan Potočki - mlađi policajac
- Vesna Pernarčič Žunić - psihologica
- Ljiljana Bogojević - učiteljica
- Samir Vujčić - svećenik
- Marija Tadić - prodavačica
- Astrit Alihajdaraj - poštar
- Ines Würth - apotekarica Dorica
- Lena Politeo - Marjetica
- Božidarka Frajt - Julči
- Kostadinka Velkovska - Štefanija
- Branka Cvitković - Vjera
- Goran Grgić - grobar
- Zoran Krejić - grobarov pomoćnik
- Ioan Barbu - socijalni radnik
- Ksenija Pajić - Emičina mama

## Vanjske poveznice
- Duh babe Ilonke  Arhivirana inačica izvorne stranice od 27. listopada 2011. (Wayback Machine) Pala zadnja klapa!
- http://www.duhbabeilonke.info/ info stranice za film  Arhivirana inačica izvorne stranice od 26. listopada 2015. (Wayback Machine)
- Hrvatski audiovizualni centar: Duh babe Ilonke